# Diego Milito
Diego Alberto Milito (Bernal, Buenos Aires, 1979. június 12. –)  argentin válogatott labdarúgó. Öccse, Gabriel az FC Barcelona játékosa is volt.

## Pályafutása
Diego Milito pályafutását az argentin első osztályban szereplő Racing Club csapatánál kezdte 1999-ben. Ekkor öccse, Gabriel a rivális Independiente színeiben szerepelt.
Két sikeres szezont tudhat maga mögött, Olaszországban 59 meccsen 33 gólt szerzett. A 2004-05-ös szezonban ki kellett hagynia az olasz kupa döntőjét sérülése miatt, ezek után testvérét követte, így ő is aláírt a spanyol élvonalban szereplő Real Zaragoza csapatához. 2006-ban a spanyol Szuperkupa döntőjében a Zaragoza 6-1-re győzött a Real Madrid ellen. Milito négy góllal járult hozzá a sikerhez.
2007-ben Milito lett a Zaragoza csapatkapitánya, miután öccse, Gabriel távozott a klubtól, aláírva a Barcelona csapatához. A legjobb góllövők egyike volt, kettővel kevesebb találatot szerzett, mint van Nistlerooy. Az Aranycipő versenyében Totti mögött a harmadik lett. Csapata, a Zaragoza 6. lett a bajnokságban.
2008. szeptember 1-jén véget ért az átigazolási időszak. Miután a Zaragoza kiesett az élvonalból, Milito ismét a Genoához írt alá. Megbízója, Fernando Hidalgo is megerősítette, hogy Milito úgy döntött, hogy a Genoához szerződik, annak ellenére hogy más európai nagy csapat is ajánlatot tesz érte. Szeptember 14-én debütált az AC Milan ellen, ekkor csapata 2-0-ra nyert, az első gólt Milito szerezte. Élete első mesterhármasát a Reggina elleni 4-0-ra megnyert mérkőzésen szerezte. 31 bajnoki mérkőzésen 24 gólt szerzett, a góllövőlistán  Zlatan Ibrahimović mögött a második helyen végzett. Milito 2009. május 20-án a La Gazetta dello Sportnak kijelentette, hogy az Inter csapatához szerződik. Milito be is mutatkozott a Pirelli Kupán, az AC Milan ellen ő szerezte a döntő gólt. Így folytatta az AS Monaco ellen is.
2010-ben az olasz kupa döntőjében győztes gólt szerzett, majd a madridi Bajnokok Ligája döntőjében az ő két góljával nyert az Internazionale a Bayern München ellen 2–0-ra. Ebben a szezonban az Internazionale az olasz bajnokságot és kupát, valamint a bajnokok ligáját is megnyerte.
Azonban az európa szuperkupában kihagyott egy büntetőt, és az Atlético Madrid nyert 2-0 arányban.

### A válogatottban
Milito 2003-ban, Uruguay ellen mutatkozott be a válogatottban. Ezek után nem kapott meghívást, nem volt ott a 2006-os világbajnokságon sem, ám a 2007-es Copa Américán már részt vett, valamint a 2010-es vb-n is.